# 井上瑤
井上瑤（日语：／ Inoue Yō，1946年12月4日—2003年2月28日），日本女性配音員、廣播作家、占卜師、舞蹈員。出身於東京都。身高152.5cm。AB型血（RH＋）。

## 簡介
本名漆川 由美（しつかわ ゆみ）。生前經歷新企劃、同人舎Production、Pyramid、Production baobab（從Office央所屬時期併入）、大澤事務所，最終所屬東京俳優生活協同組合。

### 生平
井上瑤活躍於配音界是從1970年代開始，一直到2003年過世為止。她畢業於東京都立八潮高等學校、早稻田大學。
大學時期是話劇研究會所屬，畢業後加入早稻田小劇場，但1年後退團。從此開始在TBS的早晨節目《YOUNG 720》打工朝演藝之路起家。因此當時她頻繁參加過益智節目《BELT問答Q&Q》、等TBS製作的電視節目。
除了從事配音之外，井上多次為節目撰寫劇本，並獨自負責過廣播作家的工作。因此從1980年代初開始，她曾經擔任TBS當紅益智節目和《Quiz Derby》幕後劇本構成及出題工作。此時她也開始學習舞蹈，之後在國立劇場、日生劇場進行舞台公演。還有以名義當占卜師。
2000年開始，井上在東京電視台播出的電視動畫《遊☆戲☆王 怪獸之決鬥》擔任要角獏良了的配音，但在第41話播出期間因身體不適而不得卸下此工作。
2003年2月28日上午9時29分，井上因肺水腫在東京的醫院去世，享年56歲。逝後在她的告別式放置了生前聲演角色的特製布偶（有《機動戰士鋼彈》的吉卡·北本、Haro），儀式的所有流程由弟弟進行。
井上死後，《遊☆戲☆王 怪獸之決鬥》登場的獏良了由原本代替配音的松本梨香繼承。另外，任天堂GameCube發行遊戲《機動戰士鋼彈 戰士們的軌跡》登場的鋼彈女主角雪拉·瑪絲因為是井上最後參加的配音作品，所以在該遊戲的片尾曲工作人員表中附上了追思文。

### 逸事
井上瑤有著一張童顏的面孔，身形相當瘦小，只有150cm，因此她在25歳到30歲之間經常被誤認為是小孩。晚上工作結束之後，獨自一個人走路回家時被巡邏的員警用「小妹妹」稱呼，事實上她已經結婚（後來離異）。另一方面，井上雖然有明朗又充滿內涵的人格，但在行動力與執行力上更勝一籌。下面提到她經常出國旅行就是最好的例子。
1982年左右，井上瑤作為嘉賓上三矢雄二和夏子的廣播節目《VAPOUT》時，看到她的模樣，就被說「像個原始人」。
1984年2月下旬到1985年5月上旬，井上旅行去印度等南亞國家有1年3個月的時間（其中滯留在印度的時間長達半年）。此時尚未完結的電視動畫《福星小子》主要角色小蘭直接由小宮和枝繼承。回國後，井上在之後的同名動畫電影改成幫小蘭以外的角色配音，像是1988年公開上映的《福星小子 完結篇》中的卡魯拉。同樣的《機動戰士Z鋼彈》女主角雪拉則是有登場，但是沒有台詞（即不需配音）。
井上以占卜師身分上電視節目時，預言黃色魔術交響樂團會在1983年的時候解散（在判讀坂本龍一的名字時，說坂本會和細野晴臣起衝突而分裂），另一方面，透過電視螢幕來占卜，如果是「最近就會有好事發生」則常說中。井上跟伊武雅之上《Snakeman show》節目時，她當面建議伊武說「你最好將名字最後面的字改成筆畫2畫會比較好喔」，結果伊武聽了之後接受她的建議，將藝名改成現在的伊武雅刀。
擅長裁縫、料理，因此常在工作室現場親自下廚，招待工作同仁一起享用。包含經常跟井上共演的古谷徹說，她煮的咖哩雖然會讓人忍不住一口接著一口，但是味道就是太辣了。在《機動戰士鋼彈》聲演夏亞·阿茲納布爾的池田秀一表示，井上幫雪拉·瑪絲配音時從來不出差錯，而且配得相當投入，對身為配音員的她來說，其實力非常優秀。此外，池田稱井上叫「阿爾蒂西亞」。
井上進入配音業界以來，最投入的配音工作是NHK兒童節目《兒童布偶劇場》。由於該節目的流程是井上先錄製聲音，演出時再配合她的演技來操控布偶。井上表示自己需要重視孩子們的反應，引出孩子們的想像力，所以對井上來說是相當重要的工作。
根據與在《遊☆戲☆王 怪獸之決鬥》中共同演出的近藤孝行說，井上看到近藤在錄製中感覺身體不舒服時，直到最後都輕輕地揉了揉他的背。（此後，近藤發現重病入院治療。）井上自己也很擔心自己的身體狀況，儘管此時她的身體可能已經有點不適，所以近藤將井上的性格描述為「真的適合我的一個天使」。
丈夫（彼得）是奧地利人，2人是在印度南部旅行途中認識之後交往結婚。當時井上因為母親去世而相當沮喪，感覺到「印度在呼喚她」，在哭泣之中進行她的印度之旅。之後如先前的預感，跟奧地利籍丈夫認識。在丈夫去世後前往奧地利申請撒骨灰儀式，感到身體狀況不佳而臨時從奧地利返國，後經診斷結果確定罹患癌症，從此過著與癌症搏鬥的生活。約2年之後病逝。井上死後，家人將她與丈夫的骨灰一起撒在丈夫生前喜歡，位於奧地利郊區的古城。
而聲演夏亞的池田和聲演阿姆羅·雷的古谷徹2人聽到井上的訃聞時，都為她的死去而感到難過。池田以有很多悲傷的話想跟她說再見為由，而未出席告別式；至於古谷則有出席她的告別式，並在靈堂當面流淚說「與妳最愛的母親和彼得, 3人一定要幸福喔！」。
死後，2006年公開上映的《機動戰士Z鋼彈III A New Translation -星之躍動是愛-》中，雪拉雖然只出現在一小片段，但在那種情況下，在《機動戰士鋼彈 宇宙相逢篇》時，依然使用了井上生前的聲音。

## 繼任
在井上逝世後，配音員接任作品如下：
| 繼任     | 角色名            | 概要作品                        | 繼任初次擔當作品                                   |
| -------- | ----------------- | ------------------------------- | -------------------------------------------------- |
| 松本梨香 | 獏良了            | 『遊☆戲☆王 怪獸之決鬥』         | 第50話                                             |
| 松本梨香 | Haro              | 『機動戰士鋼彈』                | 『SD鋼彈 G世代-F』                                 |
| 新井里美 | Haro              | 『機動戰士鋼彈』                | 『機動戰士鋼彈 THE ORIGIN』                        |
| 潘惠美－ | 雪拉·瑪絲         | 『機動戰士鋼彈』                | 『機動戰士鋼彈 THE ORIGIN』                        |
| 早間京子 | 伊瓦諾·蓋佩爾尼奇 | 『超時空要塞7』                 | 『第3次超級機器人大戰α 終焉之銀河』                |
| 小宮和枝 | 小蘭              | 『福星小子』                    | 『福星小子 障害物游泳大會』                        |
| 城雅子   | 小蘭              | 『福星小子』                    | 『P福星小子 ～拉姆的情歌～』                       |
| 皆川純子 | 亂童              | 『幽☆遊☆白書』                  | 『THE BATTLE OF 幽☆遊☆白書 死鬥！暗黑武術會 120%』 |
| 天野由梨 | 香貫花·克郎西     | 『機動警察』                    | 『超級機器人大戰Operation Extend』                 |
| 日下千尋 | 松野小松          | 『小松君〈第2作／1988年版〉』   | 『角子機版』                                       |
| 子裕衣   | 松野小松          | 『小松君〈第2作／1988年版〉』   | 『CR小松君』                                       |
| 平朝子   | 旁白              | 『Fuji Baking民話手機服務「」』 |                                                    |

## 演出
粗體字表示主要角色。

### 電視動畫
1976年
- 保羅歷險記（奇克、史頓、生物A、米莉嘉、雷德、波波）
- （女孩子）

1977年
- 棒球少年貫太（日语：一発貫太くん）（戶馳七郎[16]）
- 頑皮熊（日语：シートン動物記 くまの子ジャッキー）（艾莉斯）
- 小雙俠 (1977年版)（奇洛、姬子、凱洛哈）

1978年
- 咪咪流浪記
- 宇宙魔神大劍豪（オトケ）
- 科學小飛俠II（派瑪、藤堂四郎、由香里、貝妮）
- 無敵鋼人泰坦3（三條麗香）
- 鬥將大武士（凱洛）
- 未來少年柯南（女）

1979年
- 科學小飛俠F（安娜、卡米拉）
- 機動戰士鋼彈（雪拉·瑪絲（日语：セイラ・マス）[17]、吉卡·北本、Haro、柯莉、佩洛、淑女A）
- 新·巨人之星II（幸子）
- 小熊的故事（日语：こぐまのミーシャ）
- Z超人（日语：ゼンダマン）（牛若丸）
- 黑豹傳奇（菲菲[18]）
- 未來機器人 達爾達尼亞斯（輕井學、穆姆少將）

1980年
- 傳說巨神伊甸王（弗魯莫薩·謝利爾）

1981年
- 黃金戰士Gold Lightan（廣〈大海廣志〉[19]）
- 衝鋒勝平（日语：ダッシュ勝平）（雪麗、菊池）
- 原子小金剛 (1980年版)（火玉小僧）
- 救難小英雄Yattode（阿拉丁、傑克）

1982年
- 福星小子（小蘭）
- 猿飛小忍者（日语：さすがの猿飛）（出門葉子）
- 忍者男子一平（日语：忍者マン一平）（柳生一平）

1983年
- 頂尖超人（日语：イタダキマン）（奧斯卡、山姆）
- 湯匙婆婆（日语：スプーンおばさん (アニメ)）（沙拉·貝康）
- 無敵三四郎（席拉·米斯提）

1984年
- 特裝機兵多爾巴克（柯尼）

1985年
- 高校！奇面組（日语：ハイスクール!奇面組）（天野邪子（日语：御女組#メンバー））

1986年
- 機動戰士鋼彈ZZ（雪拉·瑪絲）

1987年
- 城市獵人（首領）
- 褞袍超人（隕石鬼）

1988年
- 小松君 (1988年版)（松野小松[20]）

1989年
- 寶馬神童（日语：青いブリンク）
- 森林大帝 (1989年版)（アムジ）
- 麵包超人（天丼媽媽〈初代〉、黑兵衛〈初代〉）
- 亂馬½（實況、輪子）2系列

1990年
- 機動警察（香貫花·克郎西）
- 魔法天使甜蜜薄荷（日语：魔法のエンジェルスイートミント）（純）
- 如風如雲（江葉[21]）
- 超時空遊俠（クレオパトラ）
- 快樂的嚕嚕米一家（ビフスラン）

1992年
- 神采飛揚（高刀正彥）
- 幽☆遊☆白書（少林／亂童）

1994年
- 超時空要塞7（伊瓦諾·蓋佩爾尼奇）

1996年
- 少年桑塔的大冒險（日语：サンタクロースの冒険#テレビアニメ）（薩萊茵女王）

1999年
- 魔法使Tai！（油壺亞希子）

2000年
- 仙魔大戰2000（日语：ビックリマン2000）
- 遊☆戲☆王 怪獸之決鬥（獏良了〈初代〉）

2001年
- PROJECT ARMS（瑪莉·卡滋）

### 電影動畫
1981年
- 劇場阪 機動戰士鋼彈（1981～1982，雪拉·瑪絲（日语：セイラ・マス）、吉卡·北本）3作品

1982年
- 傳說巨神伊甸王 接觸篇（弗魯莫薩·謝利爾）2作品

1983年
- 福星小子：愛星球之戀（日语：うる星やつら オンリー・ユー）（小蘭）

1984年
- 地球物語 傳心術士2500（艾莉妲[22]）

1986年
- 劇場版 高校！奇面組（日语：ハイスクール!奇面組）（天野邪子（日语：御女組#メンバー））

1988年
- 福星小子 完結篇（日语：うる星やつら 完結篇）（卡魯拉）
- 機動戰士SD鋼彈（日语：機動戦士SDガンダム）（雪拉·瑪絲）

1989年
- （松野小松[23]）
- 機動警察劇場版（香貫花·克郎西）

1991年
- 甘巴與水獺的冒險（日语：ガンバの冒険）

1993年
- 河童三平（黑磨）
- 蠟筆小新：動感超人大戰泳裝魔王（肚兜三姊妹、新宿穿高叉泳裝的人、廣播〈預告篇〉）

1994年
- 餓狼傳說 -THE MOTION PICTURE-（帕尼）

1995年
- 超時空要塞7：銀河在呼喚我！（伊瓦諾·蓋佩爾尼奇）

1997年
- 天地無用！盛夏的聖誕夜（由廚葉）

2006年
- 機動戰士Z鋼彈：A New Translation -星之鼓動是愛-（雪拉·瑪絲）[注 3]

2012年
- 超時空要塞FB7 銀河流魂 聽我唱歌吧！（伊瓦諾·蓋佩爾尼奇）[注 3]

### OVA
1986年
- 琉恩傳說芙蕾雅（日语：リヨン伝説フレア）（1986～1990，奈利斯）

1988年
- 機動警察（香貫花·克郎西）

1989年
- 機動戰士SD鋼彈 MARK-II（日语：機動戦士SDガンダム）（雪拉·瑪絲（日语：セイラ・マス）、超能力鋼彈Mk-II）
- 巴歐來訪者（蘇菲）

1990年
- 小松君：大板牙一人在風中（松野小松）

1992年
- 哈囉刺蝟 ～殺意的領域～（日语：ハロー張りネズミ）（羅曼的母親）

1995年
- 小紅帽恰恰（紅葉園長）

1997年
- （1997～1998）2作品

2007年
- GUNDAM EVOLVE 1 RX-78-2 GUNDAM（雪拉·瑪絲）[注 3]

### 遊戲
※2003年以後發行的所有作品都使用井上生前的錄音。
- 鋼彈系列（雪拉·瑪絲（日语：セイラ・マス）、吉卡·北本）

1993年
- 機動警察 ～格里鋒篇（香貫花·克郎西）

1998年
- SD鋼彈 G世代（1998～2016，雪拉·瑪絲）9作品[注 4]
- 超級機器人大戰F 完結篇（雪拉·瑪絲、三條麗香、弗魯莫薩·謝利爾）

1999年
- 超級機器人大戰系列（1999～2013年，雪拉·瑪絲）5作品[注 5]

2000年
- 超級機器人大戰α（2000～2001，三條麗香、雪拉·瑪絲）2作品

2001年
- Simple角色2000系列 Vol.5 高校！奇面組（日语：ハイスクール!奇面組） THE 氣墊球（天野邪子（日语：御女組#メンバー））
- 超級機器人大戰α外傳／IMPACT（日语：スーパーロボット大戦IMPACT）（三條麗香）（三條麗香）

2004年
- 機動戰士鋼彈 戰士們的軌跡（日语：機動戦士ガンダム 戦士達の軌跡）（雪拉·瑪絲）[注 6]

2005年
- 機動劇團哈囉 哈囉魔法氣泡（日语：機動劇団はろ一座）（雪拉·瑪絲）
- 機動戰士鋼彈0079：Card Builder（日语：機動戦士ガンダム0079カードビルダー）（雪拉·瑪絲）
- 第3次超級機器人大戰α 終焉之銀河（弗魯莫薩·謝利爾）

2011年
- 機動戰士鋼彈 新基連的野望（日语：機動戦士ガンダム 新ギレンの野望）（雪拉·瑪絲）

### 外語配音

#### 演員
莎莉·菲爾德
- 海神號救難記（英语：Beyond the Poseidon Adventure）（西萊斯特·惠特曼）※TBS版。
- 看狗在說話（英语：Homeward Bound: The Incredible Journey）（薩西）
- 追追追（凱莉／青蛙）※富士電視台版。

#### 電影
- 加勒比海之謎（英语：A Caribbean Mystery）
- 我不笨，所以我有話說（貓咪公爵夫人〈魯西·泰勒（英语：Russi Taylor）〉）※影碟版。
- 少棒闖天下2（英语：The Bad News Bears in Breaking Training）（托比·懷特伍德〈大衛·史坦鮑〉）※朝日電視台版。
- 街區男孩（英语：Boyz n the Hood）（布蘭達·貝克〈泰拉·費瑞爾（英语：Tyra Ferrell）〉）
- 瘋狂導火線（英语：Broadway Danny Rose）（蒂納·維泰利〈米亞·法羅〉）
- 卓別林與他的情人（漢娜·卓别林〈潔若婷·卓別林（英语：Geraldine Chaplin）〉）
- 天堂之日（艾比〈布魯克·亞當斯（英语：Brooke Adams）〉）
- 捉神弄鬼（海倫·夏普〈歌蒂·韓〉）※影碟版。
- 衝刺大黎明（英语：Dirty Mary, Crazy Larry）（瑪麗·庫姆斯〈蘇珊·喬治（英语：Susan George (actress)）〉）※富士電視台版。
- YaYa私密日記（英语：Divine Secrets of the Ya-Ya Sisterhood (film)）（丹尼斯·羅絲·“奈西”·凱萊赫·奧格登〈雪莉·奈特〉）
- 伴你一生（英语：Dying Young）（希拉蕊·歐尼爾的母親〈艾倫·鮑絲汀〉）
- 亂世佳人（普里斯〈巴特福萊·麥奎因（英语：Butterfly McQueen）〉）※日本電視台新錄製版。
- IP5（英语：IP5 (film)）（喬琪〈Sekkou Sall〉）※影碟版。
- 龍拳小子
- 未來終結者（英语：The Lawnmower Man）（瑪莉·伯克〈珍妮·萊特（英语：Jenny Wright）〉）※VHS版。
- 黑魔王（英语：Legend (1985 film)）（甘〈大衛·班奈特（英语：David Bennent）〉）
- 小公子（英语：Little Lord Fauntleroy）
- 衝鋒飛車隊
- MIB星際戰警（碧翠絲〈希奧布翰·法倫·霍根（英语：Siobhan Fallon Hogan）〉）※日本電視台版。
- 福星高照（胡督察〈胡慧中〉）
- 現代灰姑娘（喬喬·巴柏薩〈安娜貝絲·吉什（英语：Annabeth Gish）〉）
- 老美國佬（英语：Old Gringo）（加德納〈珍妮·加戈（英语：Jenny Gago）〉）
- 活死人歸來（英语：Repossessed (film)）（南西〈琳達·布萊爾〉）
- 芝加哥打鬼2（傑西·威爾遜〈邁克爾·肯沃西（英语：Michael Kenworthy）〉）
- 秘密與謊言（辛西亞·羅絲·珀利〈布蘭達·布蕾辛〉）
- 白狗的最後華爾滋（英语：To Dance with the White Dog）（凱特〈克莉絲汀·巴倫絲基〉）
- 捍衛戰士（卡蘿·布雷德蕭〈梅格·瑞安〉）※富士電視台版。
- 心太羈（阿達·萊弗森（英语：Ada Leverson）〈佐伊·沃納梅克（英语：Zoë Wanamaker）〉）※VHS版。

#### 電視影集
- 大偵探波洛 ※NHK版。
  - 夢境（英语：The Adventure of the Christmas Pudding）（露易絲·富瑞）
  - 大都市酒店珠寶失竊案（英语：Poirot Investigates）（格雷絲）
  - 白羅的聖誕假期（史黛拉）
- 我們一家都是獅子（英语：Between the Lions）
- 老公老婆不登對（英语：Dharma & Greg）（瑪西〈海倫·格林伯格〉）
- 嘉樂賓美食（日语：世界の料理ショー）（瑪莉·安妮·埃斯波西托）
- 外星界限（英语：The Outer Limits (1995 TV series)）（泰瑞莎·吉文斯〈阿曼達·普盧默〉）

#### 動畫
- 史努比的驚險夏令營（英语：Race for Your Life, Charlie Brown）（莎莉·布朗）
- 天鵝公主：祕密城堡（英语：The Swan Princess: Escape from Castle Mountain）（Uberta皇后）
- 天鵝公主：魔法王國奇遇記（英语：The Swan Princess: The Mystery of the Enchanted Kingdom）（Uberta皇后）

### 廣播節目
- 去吧！蛇人（日语：スネークマンショー）（TBS廣播）
- 查理·布朗與史奴比（莎莉）
- （NHK廣播第2頻率）
- 廣播SF角落（NHK廣播，單元，1979年6月4日、6月6日、6月8日、9月24日、9月26日、9月28日）

### CD
- 蛇人秀（日语：スネークマンショー）
- 未來放浪加爾汀 大歌劇（日语：未来放浪ガルディーン）（夏拉·夏爾·酒姬）

### 其它
- SD鋼彈 G世代 廣告（雪拉·瑪絲（日语：セイラ・マス））
  - SD鋼彈 G世代-ZERO 廣告
- （朗讀）
- （ポーポー的配音）
- Quiz Derby（日语：クイズダービー）（幕後工作人員 = 命題）
- 權狐（新美南吉記念館） ※擔任月初博物館例行播出10分鐘導覽影片的解說
- 兒童布偶劇場（日语：こどもにんぎょう劇場）（NHK教育）
  - 「瓜子姬與天邪鬼」（瓜子姬）
  - 「拇指公主」（拇指公主等所有登場人物）
  - 「賣火柴的小女孩」
  - 「雪女」
  - 「老鼠與飯糰」
  - 「猴子與螢火蟲」
  - 「天女羽衣（日语：天の羽衣）」（旁白、女孩子）
  - 「渡過雪原」
  - 「一個願望」
  - 「那個夢想我買下了！」
  - 「蜘蛛之絲」（旁白）
- Fuji Baking（日语：フジパン）民話手機服務（初代旁白（1981年－2003年））
- BELT問答Q&Q（日语：ベルトクイズQ&Q）（幕後工作人員 = 包含擔任節目構成、性格診斷電腦的配音）
- 無敵鋼人泰坦3（三條麗香、科羅斯）

## 著書
- （1983年，三修社（日语：三修社））ISBN 978-4384037296

## 腳註